# 塔夫達河

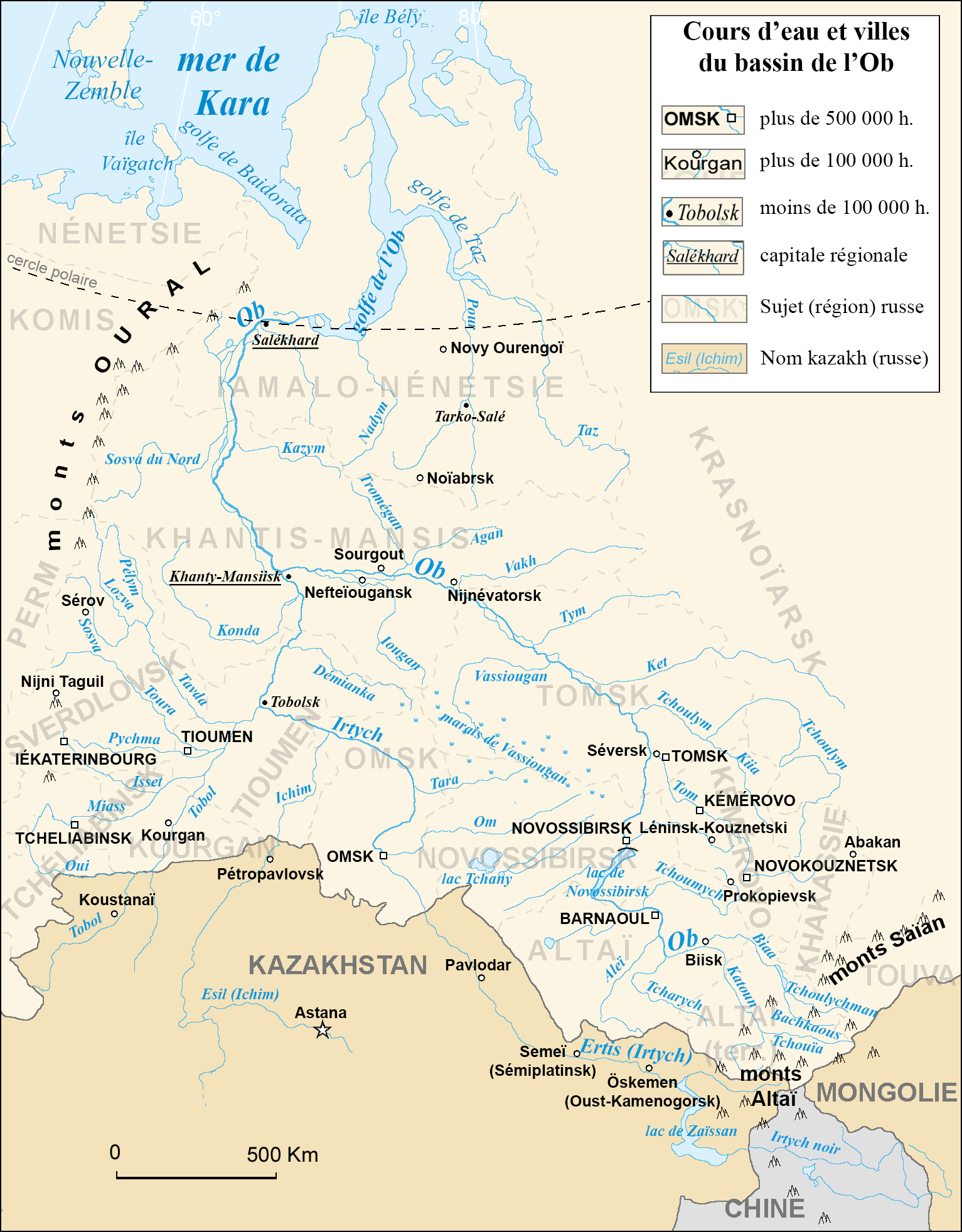
塔夫達河在鄂畢河流域的位置

塔夫達河是俄羅斯的河流，位於斯維爾德洛夫斯克州和秋明州，河道全長719公里，流域面域88,100平方公里，從發源地烏拉山脈中部，最終注入托博爾河，河道可讓船隻航行，河流在11月至4月結冰，主要支流是佩雷姆河，河畔城鎮有塔夫達。
59°2′1″N 63°47′5″E / 59.03361°N 63.78472°E

## 参见

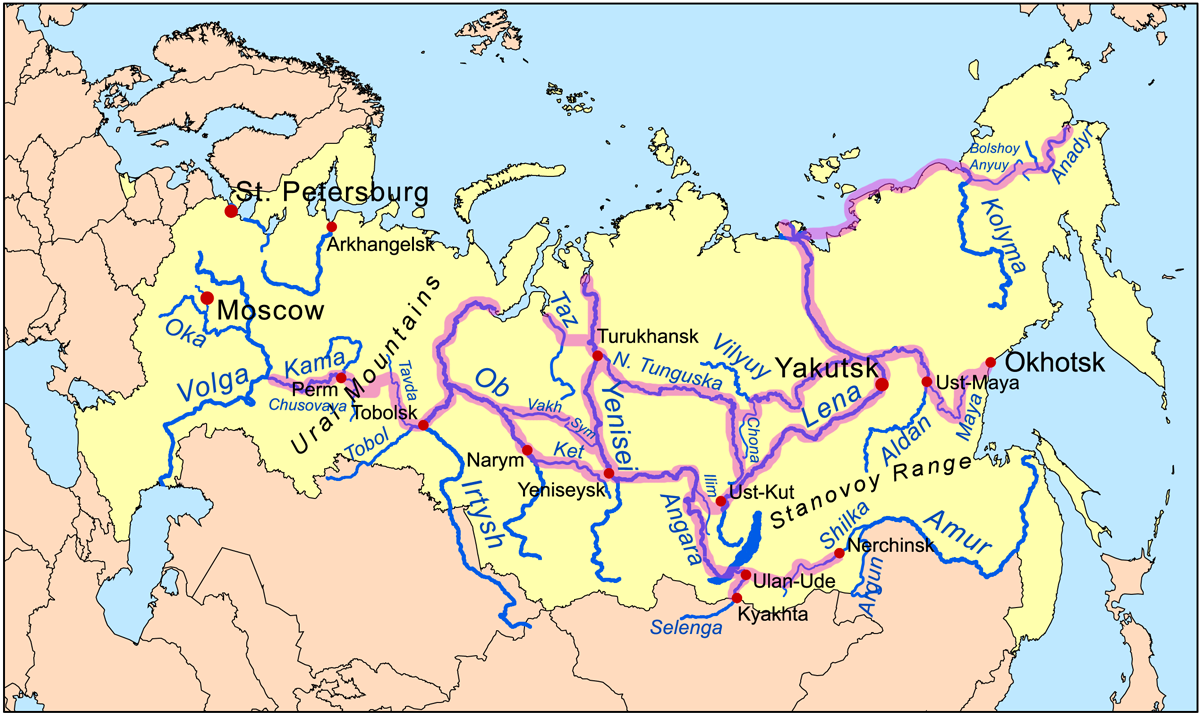
西伯利亞河道